# Flagellata

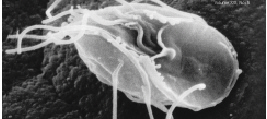
Parassita (Giardia lamblia)

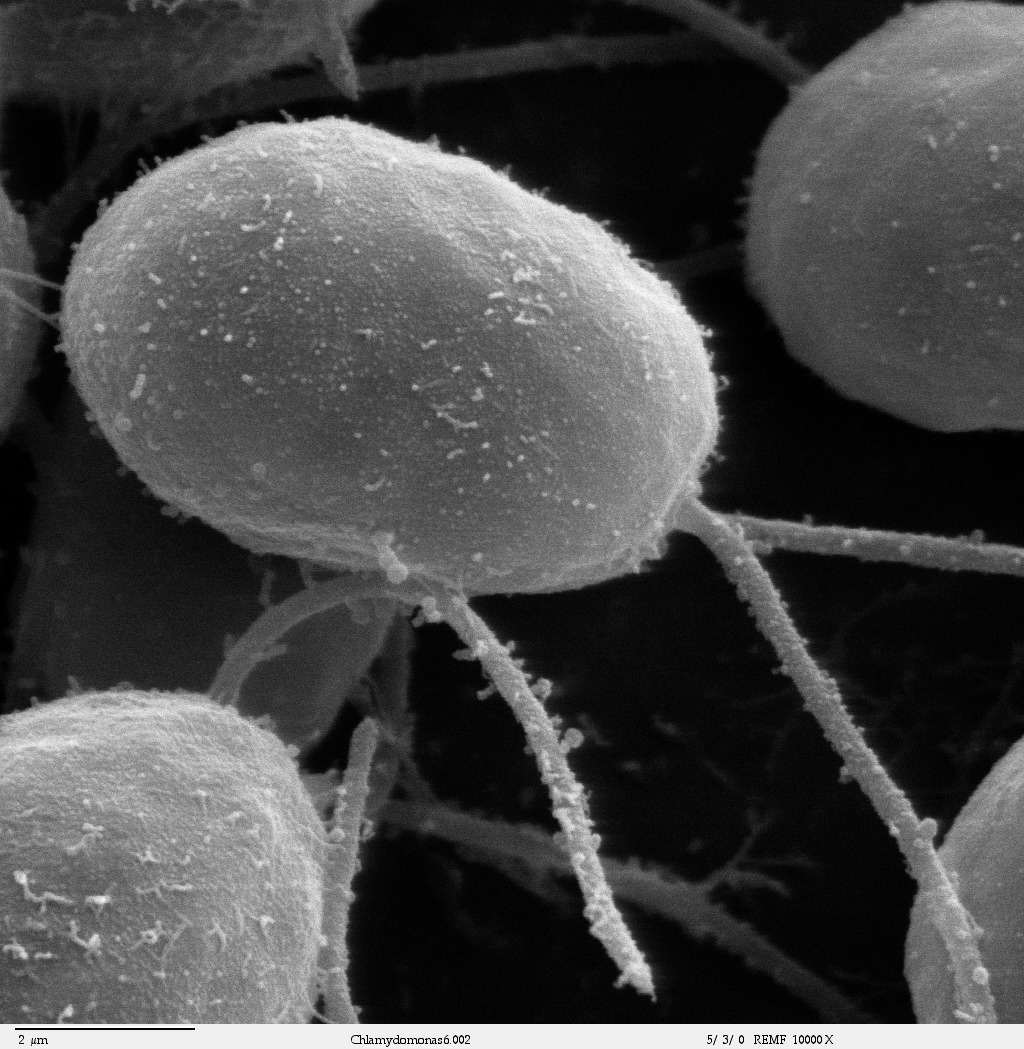
Alga verde (Chlamydomonas)

I flagellati (latino: Flagellata) sono un gruppo polifiletico di protisti. Nel sistema linneano venivano considerati una classe di protozoi caratterizzati dalla presenza di uno o più prolungamenti a forma di frusta chiamati flagelli.

## Gruppi di flagellati
In origine i protozoi flagellati venivano riuniti entro un unico phylum (Mastigophora, dal greco μαστιγωφόρος, mastigophóros = armato di flagelli). Questo si divideva ulteriormente nei fitoflagellati (Phytomastigina), che hanno cloroplasti o organuli strettamente imparentati a tali forme, e gli zooflagellati (Zoomastigina), che non li hanno. La maggior parte dei fitoflagellati veniva classificata diversamente dai botanici, che consideravano questo gruppo un'ulteriore divisione delle alghe; per esempio Chlamydomonas poteva essere considerata talvolta un protozoo flagellato, altre volte un'alga verde.
Questo schema è stato generalmente abbandonato o viene conservato solo per convenienza. Tuttavia le relazioni tra i flagellati sono ancora perlopiù ignote e la loro classificazione più alta è spesso oggetto di confusione. La filogenesi di molti flagellati è ancora incerta.
I fitoflagellati si trovano nella maggior parte dei gruppi di alghe. Sia le alghe verdi che le eteroconte includono una varietà di flagellati in aggiunta alle forme non-motili e multicellulate. I dinoflagellati, le criptomonadi, le aptofite e gli euglenidi sono per la quasi totalità flagellati unicellulari. 
Altri gruppi degni di nota che includono flagellati sono i coanozoi, i cercozoi, gli alveolati (tra cui anche i dinoflagellati), gli apusozoi e le ebriacee.